# Vampire, vous avez dit vampire ?
Série
Vampire, vous avez dit vampire ? 2
(1988)
Pour plus de détails, voir Fiche technique et Distribution.
Vampire, vous avez dit vampire ? (Fright Night) est un film américain réalisé par Tom Holland et sorti en 1985. Il s'agit de son premier long métrage, dont il signe également le scénario. Celui-ci raconte l'histoire de Charley Brewster, un adolescent qui découvre que son voisin est un vampire.
Le film connait un joli succès commercial et rapporte 24,9 millions de dollars au box-office. Il reçoit par ailleurs des critiques positives de la part des critiques et deviendra au fil du temps un film culte et lancera une franchise du même nom. Une suite sort trois ans plus tard alors qu'un remake sort en 2011.

## Synopsis
Âgé de 17 ans, Charley Brewster est un adolescent sans histoires. Il partage sa vie entre sa mère, sa petite amie, ses copains et ses séries préférées à la télévision sur les films d'horreur de série B. Charlie est notamment fan d'une émission télévisée horrifique de fin de soirée intitulée Fright Night, animée par l'ancien chasseur de vampires Peter Vincent.
Tout va être bouleversé lorsqu'il va découvrir que son nouveau et très séduisant voisin, Jerry Dandrige, est un vampire responsable de la disparition de plusieurs victimes. Après en avoir parlé à sa mère, Charley demande de l'aide à sa petite amie, Amy Peterson, et à son ami, "Evil Ed" Thompson, avant de contacter les autorités. Charley contacte alors l'inspecteur Lennox, qui n'est pas convaincu.

## Fiche technique
Sauf indication contraire, les informations mentionnées dans cette section peuvent être confirmées par la base de données cinématographiques IMDb,  présente dans la section « Liens externes ».
- Titre : Vampire, vous avez dit vampire ?
- Titre original : Fright Night
- Réalisation : Tom Holland
- Scénario : Tom Holland
- Musique : Brad Fiedel
- Décors : John DeCuir Jr. et Jerry Adams
- Costumes : Robert Fletcher
- Photographie : Jan Kiesser
- Son : Don Rush
- Montage : Kent Beyda
- Production : Herb Jaffe et Jerry A. Baerwitz (Producteur associé)
- Sociétés de production : Columbia Pictures, Vistar Films
- Sociétés de distribution : Columbia Pictures (États-Unis), Columbia Pictures of Canada (Canada)
- Budget : 9 000 000 $[1]
- Pays de production :  États-Unis
- Langue originale : anglais
- Format : couleur (Metrocolor) - 35 mm - 2,39:1 - son Dolby stéréo
- Genre : comédie horrifique et fantastique
- Durée : 106 minutes
- Dates de sortie[2] : 
  - États-Unis : 2 août 1985
  - France : 29 janvier 1986
- Classification[3] :
  -  États-Unis : R (Restricted) (Les enfants de moins de 17 ans doivent être accompagnés d'un adulte).
  -  France : Interdit aux moins de 12 ans

## Distribution
- Chris Sarandon (VF : Bernard Murat) : Jerry Dandrige
- William Ragsdale (VF : Jean-François Vlérick) : Charley Brewster
- Roddy McDowall (VF : Jean-Pierre Leroux) : Peter Vincent
- Amanda Bearse (VF : Martine Irzenski) : Amy Peterson
- Stephen Geoffreys (VF : Luq Hamet) : Ed Thompson dit « le démon » (Evil Ed en VO)
- Jonathan Stark (VF : Richard Darbois) : Billy Cole
- Dorothy Fielding (VF : Arlette Thomas) : Mme Brewster
- Art Evans (VF : Robert Liensol) : le lieutenant Lennox

## Production
Le tournage a lieu du 3 décembre 1984 au 23 février 1985. Il se déroule principalement dans les Culver Studios en Californie.

## Accueil

### Accueil critique
Le film a connu un certain succès commercial, il a reçu un accueil critique très favorable, recueillant 91 % de critiques positives, avec une note moyenne de 7,33/10 et sur la base de 35 critiques collectées, sur le site agrégateur de critiques Rotten Tomatoes

### Box-office
| Pays ou région            | Box-office        | Date d'arrêt du box-office | Nombre de semaines |
| ------------------------- | ----------------- | -------------------------- | ------------------ |
| États-Unis (1er week-end) | 6 118 543 $       | du 2 au 4 août 1985        | -                  |
| États-Unis (total)        | 24 922 237 $      | 8 septembre 1985           | 6                  |
| France                    | 1 084 255 entrées | -                          | -                  |
| Total mondial             | 24 922 237 $      | 8 septembre 1985           | 6                  |

## Distinctions
En 1986, Vampire, vous avez dit vampire ? est sélectionné neuf fois dans diverses catégories et remporte cinq récompenses.

### Récompenses
- Academy of Science Fiction, Fantasy and Horror Films 1986 :
  - Saturn Award du meilleur film d'horreur
  - Saturn Award du meilleur acteur dans un second rôle pour Roddy McDowall
  - Saturn Award du meilleur scénario pour Tom Holland
- Festival international du film fantastique d'Avoriaz 1986 :
  - Prix Dario Argento pour Tom Holland
- Fantasporto 1986 :
  - Prix de la critique - Mention spéciale pour Tom Holland

### Nominations
- Academy of Science Fiction, Fantasy and Horror Films 1986 :
  - nomination au Saturn Award du meilleur acteur pour Chris Sarandon
  - nomination au Saturn Award de la meilleure réalisation pour Tom Holland
  - nomination au Saturn Award des meilleurs effets spéciaux pour Richard Edlund
- Fantasporto 1986 :
  - nomination au prix international du meilleur film fantastique pour Tom Holland

## Édition vidéo
Le film est réédité le 30 octobre 2019 par Carlotta Films, avec une restauration 4K, une couverture SteelBook, ainsi que d'autres bonus.

## Commentaires